# Ischilín (departamento)

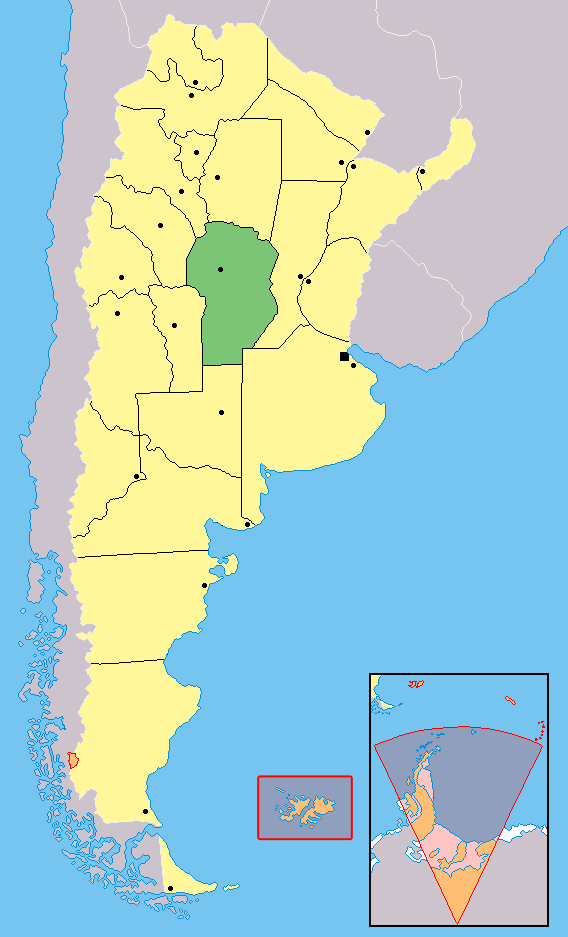
Área que corresponde ao departamento de Ischilín, na província de Córdoba.

Ischilín é um departamento da Argentina, localizado na província de Córdova. Possuía, em 2019, 35.920 habitantes.